# کمیسیون مستقل دادخواهی پلیس بریتانیا
کمیسیون مستقل دادخواهی پلیس لندن (به انگلیسی: Independent Police Complaints Commission) به اختصار IPCC، یک سازمان مستقل در بریتانیا و ولز است که مسئولیتش سرکشی و بررسی شکایات طرح شده علیه پلیس بریتانیا و ولز است. 